# Siestedt
Siestedt là một đô thị ở huyện Börde thuộc bang Sachsen-Anhalt, nước Đức. Đô thị Siestedt có diện tích 14,91 km², dân số thời điểm ngày 31 tháng 12 năm 2006 là 588 người.